# トモちゃんは女の子!
『トモちゃんは女の子！』（トモちゃんはおんなのこ）は、柳田史太による日本の4コマ漫画作品。

## 概要
柳田による商業デビュー漫画作品でもある。星海社がTwitter上で展開している日刊4コマ漫画配信サービス「ツイ4」において、2015年4月7日から2019年7月14日まで連載された。単行本は星海社COMICSから、話数調整を施された上で発刊されている。
好意を寄せている幼馴染の男子から「女の子扱い」されないボーイッシュな女子高生と、その周囲の人々を描いたラブコメディで、物語は女子高生・相沢智が幼馴染の男子・久保田淳一郎に「好きだ」と愛の告白をする所から始まる。この初回のオチは淳一郎が「親友として好き」と解釈し、自分も「親友として愛してる」と返す。このように、ヒロインの智と鈍感な淳一郎を中心に、彼らの友人たちを巻き込んでのスクールライフが描かれる。
当初はイラスト投稿サイトPixiv上にて柳田が個人的に執筆していた漫画作品だったが、これがそのまま柳田の商業デビュー作となった。Pixiv時代から作品の人気は高く、また2016年の第2回「次にくるマンガ大賞」ではWEBマンガ部門で第1位を獲得した。アメリカを中心とした海外の漫画・アニメファンからの人気も高い。

## 登場キャラクター

### 主要人物
相沢 智（あいざわ とも）
声 - 高橋李依
本作の主人公。親しい友人からの呼称は「トモ」。
高校1年生の少女。性格は子供っぽく男勝りで、スポーツや格闘技を好むなど趣味嗜好も男性的。八重歯・ショートヘア・高身長といった外見もあり、男子のみならず女子からの人気も高い。その豊満な胸に加え、ショートスカートの下はスパッツという出で立ちゆえに、制服を着ている限りでは男子に間違えられることはない。逆に普段着はユニセックスな格好を好むため、フェリスには胸のサイズに気づかれるまで男子だと勘違いされていた。
実家の道場で鍛えた空手の実力は（女子部から移籍させられて）所属している男子空手部でも手におえる者がなく、また学内の不良すら一撃で蹴り飛ばすなど非常に喧嘩慣れしている。もとより運動神経が非常に高く、スポーツ競技では男子すらも圧倒する実力を持つ。一方、学業の成績はあまり芳しくない。
球技大会（ドッジボール選択）では、当然ながら当初女子チームだったが、練習で常人ばなれしたパワーを発揮したため、恐怖と命の危険を感じたクラスメート女子たちの直訴を受けた花尾に懇願され、男子チームに入れられてしまった。
幼馴染かつ親友の淳一郎に明確な好意を寄せており、一度愛の告白をしたことがあるが、淳一郎の鈍感さのために立ち消えてしまっている。とはいえ両人の仲は極めて親密であり、少なくとも淳一郎に対する感情は周囲には完全に露見、ほとんど恋人も同然と認識されている。ただ同時に昔からの友人関係も無意識に引きずってしまっていることが、二人の人間関係をややこしくしていることには気づいていない。
表情や言動から気づかれにくいが、女性としての顔立ちは整っており、誕生日プレゼントとしてみすずとキャロルの手によりウィッグを含めた化粧を施され、ワンピース姿で淳一郎に出くわした際は、誰であるのか一切気づかれることはなかった。
久保田 淳一郎（くぼた じゅんいちろう）
声 - 石川界人、小市眞琴（幼少期）
本作のヒーロー。智から「ジュン」、達巳から「クボジュン」と呼称される。
智の隣家の子で、智とは同年齢の少年。高身長で口数も少ないぶっきら棒な男子だが、親友の智が相手の場合は一転して無邪気で子供っぽい一面を見せる。そのぶっきら棒な姿がクールに見えるということもあり、中学生時代から女子の人気は高かった。幼いころは内向的な「ゲームっ子」だったが、智に連れ出される内に鍛えられ、今では智かそれ以上の体力や運動神経を培った。相沢家の道場で空手を学んでいるが、ルールのある空手では智が上、ルール無用の格闘技（喧嘩）では彼が上らしい。学業の成績は中の上。
幼いころ東京に住んでおり、後に智の隣家へと引っ越してきた。そのころは智の性別を男子と認識していており、また隣家とは言え小学校の学区は別々だったため、中学校が同じになった際、智の姿を見て初めて智の性別を認知した。この時はかなり動揺したようで、1年以上もの間、智との関係が疎遠になったと語られている。
その後、中学生時代中には元の関係に戻り、高校進学後も親友として交際を続けている。基本的には智を異性と認識することを忌避し、智の異性らしい仕草などを見てしまった際には非常に動揺するが、何とか短期間で「リセット」して元の鞘に戻ろうとする描写が度々描かれる。とはいえ智に特定の恋愛相手ができることには強い抵抗を覚えているようで、智に近づく男子には強い警戒心を抱く。
いじめっ子から取り戻した携帯ゲーム機を「智より強くなったら返してもらう」という合意のもとで貸し出していたものの、マラソン大会の際に路上で倒れた智を搬送したついでで1位を獲ったことから「アタシと対等」との説明と共に返却され、この先の目標を見失って途方に暮れる。

### 智のクラスメート
群堂 みすず（ぐんどう みすず）
声 - 日高里菜
智や淳一郎の幼馴染
冷静沈着な性格の少女。だがかなりの毒舌家かつ俗物的で負けず嫌いの傾向が強い。性格的に駆け引きめいた策謀を好むものの、そのせいで失敗することも少なくはない。あまり社交的ではないため専ら交友関係は親友の智を中心とした狭いものとなっている。本人は時に気に留めている様子はないが、自分の欠点としては認識している。スタイルはスレンダーで、男勝りな智に胸囲で大敗していることには劣等感を感じている。学力は非常に高く、中学・高校と成績上位を維持している。ただし運動はそれほど得意ではなく、以前より淳一郎や智に引っ張り回されて辟易させられることも少なくはない。
真反対の性格である智の一番の親友であり、学内では2人で一緒にいることも多い。難のある性格である自分と仲良くしてくれる智には感謝しており、たまに智への独占欲めいたものを見せることもある。智の恋愛相談に乗ったり、けしかけたりなど智の恋愛を基本的にはサポートしているが、一方で智たちが繰り広げる奇妙な顛末を面白がっている。淳一郎もまた智と同じく幼馴染であるが、淳一郎とは性格が不一致であり、また中学校時代に興味本位で恋人になってみた際には散々に振り回された挙句、関係を解消しようとしていた矢先に先手を取られフラれたという経緯もあり、表面的には敵対的言動を取る。淳一郎からも「嫌い」と言われているが、実際は悪態をつき合う程度の悪友関係を維持している。
前述のとおり、普段は冷徹なほどに落ち着いているが、淳一郎に別れを告げられたり、智が風邪で倒れたり等、ひとたび動揺を受けると逆に周囲が動揺するほどにふらついてしまうことも。
キャロル・オールストン
声 - 天城サリー
智たちのクラスメイト。
在日イギリス人の少女。人形のように整った容姿と女の子らしい悪意のない（表向きは）天然な性格から、男子生徒からの絶大な人気がある。ほっぺたはもちもちでよく伸びる。日本語は極めて堪能。
その天然な性格とゆったりとした喋り口調から知力が低そうに見えるものの、察しはいい方で、また学力も（本気さえ出せば）みすず以上に優秀。ただし病的なほどの方向音痴。男子からの情欲を察知しているために男子とは関わらず、女子からも嫉妬を抱かれているため、交友関係は非常に狭く、智やみすずと知り合うまでは友人がほとんどいなかった。そのため、友人関係を大事にする傾向が強い。
後述の通り父の実家は大企業で、日本でも豪邸に住み、智の誕生日プレゼントに巨大な金のインゴッドを複数用意するなど、常識外れな大金持ちである。言動は極めて直線的であり、感覚が若干世間ずれした所もあるが、一般的な女子の思考からずれた言動をとる智に説教する程度の常識はあり、また自宅に智とみすずを呼ぶ約束を取りつけたり、淳一郎や光助を試すような言動を行ったり、巧みに権謀術数を弄することもある。運動神経や体力はほとんどない。
従兄弟にあたる光助に好意を寄せている（当人曰く「いつ? とか 何で? とかもうわかんないよ」）。当初は光助と交流のある智を恋敵と考えていたが、智の好意の方向を察するとすぐに矛を収め、その後みすずを含めて友人となった。
リバーシが異様に強く、それなりの実力を自負するはずのみすずをもってして、完全一色の全面勝利を収めるほどである。
いつもニコニコしているのは、幼少時に母から「笑顔のほうが可愛い」と言われたためであり、実際は内心の機微を隠すペルソナに過ぎない。
御崎 光助（みさき こうすけ）
声 - 天﨑滉平
男子空手部の部長。
高校2年生。イギリス人のクォーター。一見すると女子にも見えるような美男子で、学内での女子からの人気がある。また非常に穏当・柔和な性格をしており、聞き上手な所もあって仁徳も高い。子供のころは内向的な性格で、その外見もあっていじめられっ子だったが、キャロルを守りたいという気持ちから精進するようになった。
男子空手部に入部した智とは仲が良く、淳一郎からも警戒されている。本人曰く智の「ファン」であり、智の空手の実力を深く敬愛しているという。また従姉妹のキャロルから好意を寄せられており、彼自身もそれを承知してはいるが、長年の屈託と葛藤の結果、キャロルを異性として認識しないようにし、内心の恋心を抑え込んで対外的には「大切だが手のかかる可愛い妹」という体裁を取っていた。
キャロルが乱暴されたと誤解したときには、一転、鬼のような形相になり、智や淳一郎の二人係でも押さえきれないほどの殺気を放ち、不良に食ってかかるという意外な一面を見せた。
それを恥じ、もっと徹底して自分を鍛えるために相沢道場に入門。しかし、智への能力的な憧れを恋愛的な憧れとしてキャロルに誤認され、彼女を全方向に暴走させてしまう（なお最大の被害を被ったのはなぜか淳一郎であった）。
その後、暴走中のキャロルへの意趣返しを目論んだみすずの策謀で（みすず自身も含めて）引っ掻き回された末に、キャロルに告白。めでたくも相思相愛のカップルとなった。
田辺 達巳（たなべ たつみ）
声 - 松岡禎丞
淳一郎の友人の男子生徒。
淳一郎と仲が良く、学内ではよく一緒に行動している。性格は軽めで、学内の女子の噂話をするなど思春期の男子高校生らしい性格をしている。みすずに好意を寄せている発言を度々しているが、本人からはまともに相手をされていない。逆にそれを利用され、海の家でバイトしていた際は商品の焼きそばを山ほど貢がされている。
当初は苗字呼びだったが、コミックス第7巻で下の名前が判明する。
実家はラーメン屋を経営しており、店名が自分の名にちなんだものになっている。

### その他
三船 直子（みふね なおこ）、小川 千代美（おがわ ちよみ）
声 - 大地葉（三船）、種﨑敦美（小川）
智とは別のクラスの女子生徒。
いわゆるギャル系（三船はポニーテール、小川はガングロで語尾に「だし」とつけてしゃべる）で、光助に好意を寄せている女子として登場。
光助と親しげにしていた智に因縁をつけようとするが、智が「自分に恋愛相談をしたがっている」と勘違いしたため、そのまま友人となる。光助には依然好意を寄せてはいるものの、男らしい性格の智にときめいてしまうこともある。光助とキャロルが付き合い始めた際はうまく恋愛相談に乗ってやれなかったことについて智から詫びられるもさしてショックを受けず、自分たちが結局は光助の一ファンに過ぎなかったことを笑顔で語り合う。
原作では二人とも終始苗字呼びだったが、アニメ版の（第1話からの）キャスト表示で名前が判明。
相沢 あけみ（あいざわ あけみ）
声 - 渡辺久美子
智の母。
智のように若干乱暴な所のある姉御肌の性格。淳一郎と智の関係については殆ど容認状態。夫の五郎が行き過ぎた行動や勝手なことをしようとすると、怒鳴りつけて牛耳っている。
ちなみに、身内が病気になるという状況にはまったく慣れておらず、智が風邪で倒れた際は真っ青になって学校まで駆けつけた。
相沢 五郎（あいざわ ごろう）
声 - 乃村健次
智の父。
空手道場を経営している大柄な体格の男性。正義感に篤く、また暑苦しく男らしい性格をしている。智や淳一郎に格闘技の手ほどきを与えたのは彼で、今でも道場で稽古をつけている。
妻のあけみとは学生時代からの知人だが、非常にうぶな性格をしており、今でもあけみと面と向かって会話ができていない。また、あけみに不意に間近で話しかけられると、赤面して卒倒してしまう。
初対面のキャロルや光助の顔を見て、その内面を見抜く懐の深さを持つ。道場にいるときだけでなく、普段の日常生活（外出時を含む）においても常に道着を着用している。
不良上級生
声 - 堀井茶渡
智たちの通う学校の3年生の少年。学内の不良たちのリーダー格。
悪い噂の絶えない男（特に女癖が悪い）で、小川に因縁をつけようとしたところ、その不遜な態度に怒った智によって制裁を加えられ（腹へのキックで数メートル飛ばされ）る。そのあと、仲間を集めて智への襲撃を企てるが、それを聞きつけた淳一郎によって阻止される（具体的に何をされたかは不明だが、次に智に会ったときには仲間共々土下座をしていた）。
その後、仲間と共に参加した球技大会では智たちのチームに瞬殺される。また、みすずやキャロルを捕えて智への復讐を企てるが結局失敗し、戦々恐々としているところをみすずに乗じられ、皆に手を出さないよう釘を刺され（脅しを受け）る。
フェリス・オールストン
声 - 大原さやか
キャロルの母。
キャロルの姉と見間違うような若々しい外見をしているが、実際に28歳と非常に若い（いくつでキャロルを産んだのか智が数えようとしたところでみすずが止めさせた）。
なぜか袖長のカーディガンをぶらぶら着ており、キャロルの身内であることが直感できるような間の抜けた雰囲気を漂わせている。娘ほどではないが、やはり方向音痴の傾向がある。キャロル以上に食えない天然な性格をしているが、内面は年齢以上に深く、みすずの口撃さえもいともたやすく受け流してみせる。
実家はレストラン経営であり、子供のころからそこで給仕の手伝いをしていた。日本語は片言ながら、流暢に会話をする。
自分が若くしてキャロルを産んだためか、娘に対しては過保護ともいえる愛情を注ぎ、特に異性との交際には強い健全性を求めているようである。
外出の際は、黒スーツにサングラスのゴツイ二人組のSPを伴っている。
群堂 みさき（ぐんどう みさき）
声 - 川澄綾子
みすずの母。
みすずに似てクールな外見をした女性。学生時代には相沢夫妻とは同級生で、五郎をよくあけみに押してからかっていたため、五郎がみさきのことを今でも怖がっている。あけみとは悪友関係にあたり、智やみすずが幼馴染になったのはそのため。みすずよろしく歯に衣着せぬ言動があり、初対面のキャロルに対しても遠慮ない対応をしていた。なお夫はキャロルに似て天然奔放直球勝負な性格をしているらしい。
花尾（はなお）
声 - 和久井優
智たちの通う学校の体育教師。穏やかな性格の女性。生徒からは「花尾ちゃん」と呼ばれる。
若干気の弱い所があり、球技大会での智の処遇に困ったときには、当初みすずやキャロルに仲介を頼もうとしたが、みすずからは裏取引を仄めかされ教師としての立場から断念し、キャロルは当てにならなそうでやはり断念している。結局、直接智と交渉し、最後は土下座をしてまで懇願した。
郷間 猛（ごうま たける）
声 - 山下タイキ
智たちの通う学校の3年生の少年。
柔道部に所属する大柄かつ強面の男で、学校最強と呼ばれている。球技大会で智たちと対戦した際には（ヒールキャラを装うような）不遜な態度で挑発し、嗜虐的な発言もあったが、後に淳一郎と柔道で対戦した際には、勝ち越したものの、その実力を認めている。
その容貌から、キャロルに面と向かってまで「ゴリラ先輩」と呼ばれている。その際の反応から、やはり意図的にキャラクターを作っている様子が窺える。
走るのは苦手。同い年の彼女（容姿が幼く見える）がいる。
野田（のだ）、深谷（ふかや）
淳一郎と達巳の友人の男子生徒。
達巳とともに登場することが多い。一緒になって女子生徒の噂話などをしていることが多いが、彼らはキャロルを支持している様子。
エディ・オールストン
キャロルの父。
16年前を舞台にしたおまけ漫画に登場。当時16歳で、世界規模の大企業の御曹司だった。兄が3人いる。レストランで給仕をしていたフェリスを見初め、彼女の実年齢（当時13歳）を知らないまま、逆に年上だと思いこんで交際。日本留学を前にし、一世一代の決意の元でプロポーズするも、その際フェリスの実年齢を知って愕然とする。しかもその時には既にフェリスは彼の子（後のキャロル）を妊娠しており、一層青ざめることとなった。
国木（くにき）
智たちの通う学校の2年生の女生徒。光助の小学校の時のクラスメイトで、その当時は光助をいじめていた。
田辺 達郎（たなべ たつろう）
声 - 若林佑
達巳の父親。「ゴッドラーメンたつみ」（みすず曰く「頭の悪そうなネーミング」、娘の秋子曰く「ふざけた名前」）というラーメン屋の経営者。
息子の紹介で智、みすず、キャロルをアルバイトとして雇うが、彼女らの奇行に圧倒され、（特にみすずに）いいようにあしらわれてしまう。
妻（名前は「清美」）がいるが、当人や息子の言によると、時折プイと実家に帰っては戻ってくるを繰り返しているようである。
田辺 秋子（たなべ あきこ）
達巳の妹。中2。
実家の店に智たちアルバイトが入っているのを見て驚くと共に、その特異なキャラクターに戸惑いを見せる。
兄の、店の経費の私用について冷ややかに対応するなど、小生意気な性格。
時折店にやってくる淳一郎に好意を寄せているが、智が淳一郎とただならぬ雰囲気なのを見て対抗心を燃やす。

## 書誌情報
- 柳田史太 『トモちゃんは女の子！』 講談社〈星海社COMICS〉、全8巻
  1. 2015年10月9日発売[9]、ISBN 978-4-06-369537-3
  2. 2016年2月4日発売[10]、ISBN 978-4-06-369544-1
  3. 2016年7月9日発売[11]、ISBN 978-4-06-369552-6
  4. 2017年1月26日発売[12]、ISBN 978-4-06-369562-5
  5. 2017年8月10日発売[13]、ISBN 978-4-06-369579-3
  6. 2018年2月10日発売[14]、ISBN 978-4-06-511152-9
  7. 2018年9月12日発売[15]、ISBN 978-4-06-513113-8
  8. 2019年9月12日発売[16]、ISBN 978-4-06-516696-3

## テレビアニメ
2023年1月から3月までTOKYO MXほかにて放送された。日米を含む世界各地域で展開される。

### スタッフ
- 原作 - 柳田史太[6]
- 監督 - 難波日登志[6]
- 副監督 - 橋本能理子[6]
- シリーズ構成 - 清水恵[6]
- キャラクターデザイン - 平岩栞[6]
- 総作画監督 - 神谷美也子、谷口元浩[18]
- 美術監督 - 舘藤健一[18]
- 美術デザイン - 舘藤健一、岡本好司[18]
- 色彩設計 - 山崎朋子[18]
- 撮影監督 - 村野よもぎ子[18]
- 編集 - 定松剛[18]
- 音響監督 - 土屋雅紀[18]
- 音響効果 - 山谷尚人
- 音楽 - 横山克[6]
- 音楽制作 - アニプレックス
- チーフプロデューサー - 黒崎静佳、末平アサ
- プロデューサー - 片岡裕貴、Kanako Takahashi、岡村邦寛
- アニメーションプロデューサー - 米内則智
- アニメーション制作 - Lay-duce[6]
- 製作 - トモちゃんは女の子！製作委員会（アニプレックス、Crunchyroll、星海社）

### 主題歌
「くらえ！テレパシー」
マハラージャンの作詞・作曲・編曲・歌によるオープニングテーマ。
「yurukuru＊love」
相沢智（高橋李依）、群堂みすず（日高里菜）、キャロル・オールストン（天城サリー）によるエンディングテーマ。作詞は只野菜摘、作曲・編曲は横山克。
「Jiribaki_love」
久保田淳一郎（石川界人）、御崎光助（天﨑滉平）、田辺達巳（松岡禎丞）による第10話エンディングテーマ。作詞は只野菜摘、作曲・編曲は横山克。

### 評価
クランチロール・アニメアワード2024において、最優秀ロマンス作品賞にノミネートされた。

### 各話リスト
| 話数 | サブタイトル             | 脚本     | 絵コンテ            | 演出            | 作画監督                                                                                       | 総作画監督          | 初放送日      |
| ---- | ------------------------ | -------- | ------------------- | --------------- | ---------------------------------------------------------------------------------------------- | ------------------- | ------------- |
| #01  | 女の子に見られたい！     | 清水恵   | 三條なみみ          | 即座誠          | 谷口元浩 赤尾良太郎 前田義宏 河村涼子 神谷美也子                                               | -                   | 2023年 1月5日 |
| #01  | 戦慄の挑戦状             | 清水恵   | 三條なみみ          | 即座誠          | 谷口元浩 赤尾良太郎 前田義宏 河村涼子 神谷美也子                                               | -                   | 2023年 1月5日 |
| #02  | トモのスカート           | 清水恵   | 橋本能理子          | 深瀬重          | 丸英男 飯飼一幸 陳亮 李良鵬                                                                    | 谷口元浩            | 1月12日       |
| #02  | 学園のアイドル           | 清水恵   | 橋本能理子          | 深瀬重          | 丸英男 飯飼一幸 陳亮 李良鵬                                                                    | 谷口元浩            | 1月12日       |
| #03  | 親友の秘密               | 清水恵   | 牧野友映 橋本能理子 | 鈴木真彦        | 谷口元浩 鎌田均 前田義宏 佐々木守 さのえり 沼田広 八木元喜 大庭小枝 神谷美也子 福島陽子 平岩栞 | 神谷美也子 谷口元浩 | 1月19日       |
| #03  | デートしようぜ！         | 清水恵   | 牧野友映 橋本能理子 | 鈴木真彦        | 谷口元浩 鎌田均 前田義宏 佐々木守 さのえり 沼田広 八木元喜 大庭小枝 神谷美也子 福島陽子 平岩栞 | 神谷美也子 谷口元浩 | 1月19日       |
| #04  | 笑顔の理由               | 清水恵   | 三條なみみ          | 安藤健          | 谷口元浩 杉田葉子 前原薫 赤尾良太郎 二宮奈那子 佐藤好 井ノ上ユウ子                             | 神谷美也子 谷口元浩 | 1月26日       |
| #04  | 女子っぽく戯れたい       | 清水恵   | 三條なみみ          | 安藤健          | 谷口元浩 杉田葉子 前原薫 赤尾良太郎 二宮奈那子 佐藤好 井ノ上ユウ子                             | 神谷美也子 谷口元浩 | 1月26日       |
| #04  | ヒーローはよく転ぶ       | 清水恵   | 三條なみみ          | 安藤健          | 谷口元浩 杉田葉子 前原薫 赤尾良太郎 二宮奈那子 佐藤好 井ノ上ユウ子                             | 神谷美也子 谷口元浩 | 1月26日       |
| #05  | オールストン家の女たち   | 清水恵   | 橋本能理子          | 即座誠          | 大庭小枝 二宮奈那子 諸葛子敬 岡田由紀子 前原薫 赤尾良太郎 中和田優斗                           | 神谷美也子          | 2月2日        |
| #05  | 譲れない想い             | 清水恵   | 橋本能理子          | 即座誠          | 大庭小枝 二宮奈那子 諸葛子敬 岡田由紀子 前原薫 赤尾良太郎 中和田優斗                           | 神谷美也子          | 2月2日        |
| #05  | ドキドキ！ゲーム合宿     | 清水恵   | 橋本能理子          | 即座誠          | 大庭小枝 二宮奈那子 諸葛子敬 岡田由紀子 前原薫 赤尾良太郎 中和田優斗                           | 神谷美也子          | 2月2日        |
| #06  | バースデープレゼント     | 西谷一希 | まついひとゆき      | 峯友則          | 諸葛子敬 前田義宏 さのえり 杉田葉子 鎌田均 沼田広 平岩栞 高星佑平 中和田優斗 髙橋沙也香        | 谷口元浩            | 2月9日        |
| #06  | 燃えろ！球技大会         | 西谷一希 | まついひとゆき      | 峯友則          | 諸葛子敬 前田義宏 さのえり 杉田葉子 鎌田均 沼田広 平岩栞 高星佑平 中和田優斗 髙橋沙也香        | 谷口元浩            | 2月9日        |
| #07  | 淳一郎の誓い             | 清水恵   | 秋山朋子 小林一三   | 川部真也        | 杉田葉子 前原薫 大庭小枝 福島陽子 八木元喜 諸葛子敬                                            | 神谷美也子          | 2月16日       |
| #07  | トモが水着に着替えたら   | 清水恵   | 秋山朋子 小林一三   | 川部真也        | 杉田葉子 前原薫 大庭小枝 福島陽子 八木元喜 諸葛子敬                                            | 神谷美也子          | 2月16日       |
| #08  | 夏祭りの夜               | 清水恵   | 小林一三 駒宮僅     | 塚田拓郎 駒宮僅 | 駒宮僅 谷口元浩 高星佑平 中和田優斗 二宮奈那子 赤尾良太郎                                      | 谷口元浩            | 2月23日       |
| #08  | 二人の距離感             | 清水恵   | 小林一三 駒宮僅     | 塚田拓郎 駒宮僅 | 駒宮僅 谷口元浩 高星佑平 中和田優斗 二宮奈那子 赤尾良太郎                                      | 谷口元浩            | 2月23日       |
| #09  | 天使の素顔               | 清水恵   | 平田豊              | 五十川久史      | 杉田葉子 岡田由紀子 大庭小枝 諸葛子敬 前原薫 神谷美也子 福島陽子 髙橋沙也香                    | 神谷美也子          | 3月2日        |
| #10  | 勝負の行方               | 西谷一希 | 三條なみみ          | 水本葉月        | 谷口元浩 平岩栞 福島陽子 高星佑平 前原薫 諸葛子敬 上武優也 スタジオグラム Animore              | 谷口元浩            | 3月9日        |
| #10  | 親友でいるために……       | 西谷一希 | 三條なみみ          | 水本葉月        | 谷口元浩 平岩栞 福島陽子 高星佑平 前原薫 諸葛子敬 上武優也 スタジオグラム Animore              | 谷口元浩            | 3月9日        |
| #11  | 初めてのアルバイト       | 清水恵   | 佐々木守            | 中村大樹        | 杉田葉子 大庭小枝 岡田由紀子 二宮奈那子 前原薫 諸葛子敬 前田義宏 神谷美也子 福島陽子 高星佑平  | 神谷美也子          | 3月16日       |
| #11  | 置いてけぼりのシンデレラ | 清水恵   | 佐々木守            | 中村大樹        | 杉田葉子 大庭小枝 岡田由紀子 二宮奈那子 前原薫 諸葛子敬 前田義宏 神谷美也子 福島陽子 高星佑平  | 神谷美也子          | 3月16日       |
| #12  | さよなら、親友           | 清水恵   | 阿佐谷はじめ        | 即座誠          | 谷口元浩 諸葛子敬 鎌田均 杉田葉子 前原薫 大庭小枝 岡田由紀子                                   | 谷口元浩            | 3月23日       |
| #13  | 隣にいるために…          | 清水恵   | 三條なみみ          | 塚田拓郎        | 杉田葉子 大庭小枝 諸葛子敬 岡田由紀子 迫江沙羅 二宮奈那子 神谷美也子 平岩栞 福島陽子 高星佑平  | 神谷美也子          | 3月30日       |

### 放送局
| 放送期間               | 放送時間                     | 放送局       | 対象地域   | 備考                                 |
| ---------------------- | ---------------------------- | ------------ | ---------- | ------------------------------------ |
| 2023年1月5日 - 3月30日 | 木曜 0:30 - 1:00（水曜深夜） | TOKYO MX     | 東京都     |                                      |
|                        |                              | とちぎテレビ | 栃木県     |                                      |
|                        |                              | 群馬テレビ   | 群馬県     |                                      |
|                        |                              | BS11         | 日本全域   | BS放送 / 『ANIME+』枠                |
| 2023年1月8日 - 4月2日  | 日曜 3:38 - 4:08（土曜深夜） | 毎日放送     | 近畿広域圏 | 『アニメシャワー』第4部              |
| 2023年1月9日 - 4月3日  | 月曜 21:00 - 21:30           | AT-X         | 日本全域   | CS放送 / 字幕放送 / リピート放送あり |

### BD / DVD
| 巻 | 発売日        | 収録話          | 規格品番      | 規格品番      |
| 巻 | 発売日        | 収録話          | BD限定版      | DVD限定版     |
| -- | ------------- | --------------- | ------------- | ------------- |
| 1  | 2023年1月25日 | 第1話 - 第2話   | ANZX-16361/2  | ANZB-16361/2  |
| 2  | 2023年2月22日 | 第3話 - 第5話   | ANZX-16363/4  | ANZB-16363/4  |
| 3  | 2023年3月22日 | 第6話 - 第7話   | ANZX-16365/6  | ANZB-16365/6  |
| 4  | 2023年4月26日 | 第8話 - 第9話   | ANZX-16367/8  | ANZB-16367/8  |
| 5  | 2023年5月24日 | 第10話 - 第11話 | ANZX-16369/70 | ANZB-16369/70 |
| 6  | 2023年6月28日 | 第12話 - 第13話 | ANZX-16371/2  | ANZB-16371/2  |

### Webラジオ
キャロル・オールストン役の天城サリーがパーソナリティを務める『TVアニメ「トモちゃんは女の子！」キャロルのふわっとRADIO』が音泉およびYoutubeのアニプレックスチャンネルで2022年11月27日より配信。第2回以降は12月12日から2023年4月3日まで隔週月曜に第10回まで配信。4月30日には同チャンネルにて特別番組が生配信された。